# Vivette Girault
Vivette Girault (Nice, 1943) é uma matemática francesa, especialista em análise numérica, método dos elementos finitos e dinâmica dos fluidos computacional. É afiliada à Universidade Pierre e Marie Curie.
Girault nasceu em Nice, França, e cursou o ensino médio em Caracas, Venezuela, e obteve o diploma de bacharel pela Universidade McGill em Montreal, Canadá. Depois de seus estudos de graduação voltou para a França para estudar análise numérica. Foi membro do corpo docente de matemática aplicada na Université Paris, que foi renomeada como Universidade Pierre e Marie Curie (UPMC) e atualmente conhecida como Sorbonne Université. Foi nomeada professora emérita da Sorbonne Université, CNRS, Laboratoire Jacque-Louis Lions, Paris, França.
Foi membro do corpo editorial do periódico Mathematics of Computation da American Mathematical Society de 2006 a 2017.
Girault foi selecionada pela Association for Women in Mathematics (AWM) e pela Society for Industrial and Applied Mathematics (SIAM) para ser a AWM-SIAM Sonia Kovalevsky Lecturer 2021 . Ela ministrará a palestra “From linear poroelasticity to nonlinear implicit elastic and related models e receberá o prêmio correspondente no encontro anual da SIAM em Spokane, Washington, em julho de 2021.

## Livros
- Girault, Vivette; Raviart, Pierre-Arnaud (1979). Finite element approximation of the Navier-Stokes equations. Col: Lecture Notes in Mathematics. 749. Berlin-New York: Springer-Verlag. 200 páginas. ISBN 3-540-09557-8. MR 0548867. doi:10.1007/BFb0063447[5]
- Girault, Vivette; Raviart, Pierre-Arnaud (1986). Finite element methods for Navier-Stokes equations. Theory and algorithms. Col: Springer Series in Computational Mathematics. Berlin: Springer-Verlag. 374 páginas. ISBN 3-540-15796-4. MR 0851383. doi:10.1007/978-3-642-61623-5. Consultado em 25 de fevereiro de 2021[6]
- Cioranescu, Doïna; Girault, Vivette; Rajagopal, Kumbakonam Ramamani (2016). Mechanics and mathematics of fluids of the differential type. Col: Advances in Mechanics and Mathematics. 35. Switzerland: Springer, Cham. 394 páginas. ISBN 978-3-319-39329-2. MR 3525798. doi:10.1007/978-3-319-39330-8. Consultado em 25 de fevereiro de 2021[7]